# Bestgore.com
bestgore.com, estilizado como BestGore.com y abreviado BG, fue un sitio web chocante canadiense propiedad de Mark Marek, que proporcionaba noticias, fotografías y vídeos reales de índole violenta o gore, con opiniones del autor y comentarios de los usuarios. El sitio recibió la atención de los medios en 2012, luego de la presentación de una película snuff que mostraba el asesinato de Jun Lin. Como resultado, Mark Marek fue arrestado y acusado bajo la ley de obscenidad de Canadá de corromper la moral pública, el cual ahora mismo está inactivo.

## Historia
El sitio web fue lanzado el 30 de abril de 2008 por el eslovaco-canadiense Mark Marek, y albergaba material explícito fotográfico y videográfico de eventos reales como asesinatos, suicidios, torturas, cirugías abiertas, mutilaciones y accidentes.
En una entrevista de 2017 con GQ Australia, Mark Marek insistió en que administrar bestgore.com cuesta más de lo que genera en ingresos y dijo: «Ninguna empresa con un presupuesto razonable querría anunciarse en un sitio web que expone la brutalidad policial, el abuso gubernamental de los ciudadanos, especulación con la guerra y actividades antipopulares similares. Así que todo lo que me queda es pornografía. Peor aún, la pornografía gana menos hoy que hace cinco años».
A partir del 15 de noviembre de 2020, el sitio web se considera extinto ya que Mark Marek, su fundador y administrador, ha decidido centrar su atención en otros intereses. El 17 de noviembre de 2020, cuando se le preguntó en la sección de comentarios del sitio LBRY si bestgore.com está inactivo y si lo estará indefinidamente, Mark Marek respondió: «Lo más probable es que sea permanente».

## Controversias y cuestiones legales

### Asesinato de Jun Lin
En junio de 2012, el sitio web fue criticado por la inclusión del vídeo gráfico titulado 1 Lunatic 1 Ice Pick, que muestra la violación y el desmembramiento de un cadáver tras el asesinato de Jun Lin cometido por Luka Magnotta. La policía dijo que Marek inicialmente había rechazado las solicitudes para eliminar el vídeo del sitio, mientras que Marek dijo: «Lo eliminé yo mismo, en mis propios términos, sin que me lo pidieran. Si la policía me hubiera pedido que lo quitaran, como se alega, les habría dicho que el vídeo había estado caído durante días». Gil Zvulony, un abogado con sede en Toronto que se especializa en derecho informático, afirmó que la evidencia respaldaba la presentación de cargos de obscenidad contra bestgore.com y afirmó: «No hay un delito real donde no hay conocimiento, pero una vez que se dieron cuenta de eso y permitieron que se quede ahí».

### Acusación de corrupción de la moral
En junio de 2012, se informó que el servicio de policía de Montreal estaba investigando bestgore.com por cargos de obscenidad debido a la publicación de 1 Lunatic 1 Ice Pick. El periódico Toronto Sun afirmó que había cargos pendientes contra Marek, lo que él negó.
El 16 de julio de 2013, la policía de Edmonton acusó a Marek de un cargo de «corrupción de la moral» en relación con la publicación del vídeo de Magnotta. El cargo poco común se basa en la sección 163 del código penal canadiense y conlleva una sentencia máxima de dos años de prisión. Un investigador de la policía describió el sitio como «un sitio web racista, que incita al odio, a la violencia, una violencia que va más allá de lo normal». Marek fue puesto en libertad bajo fianza, pero fue arrestado nuevamente el 26 de julio por presuntamente violar los términos de su liberación. En enero de 2016, se declaró culpable y recibió una sentencia condicional de tres meses de arresto domiciliario seguido de tres meses de servicio comunitario.
En una entrevista de noviembre de 2013 con Adrianne Jeffries de The Verge, Marek dijo que la sección 163 (1) prohíbe la distribución de cómics sobre crímenes y métodos para curar enfermedades venéreas, y señaló que la ley se había aplicado de manera selectiva y por ende podía usarse indiscriminadamente. Marek también defendió el valor de mirar material sangriento:

Puedes tomar como ejemplo la publicación por parte del equipo de propaganda de los rebeldes sirios de una decapitación con motosierra, quienes luego afirmaron que esta atrocidad fue cometida por personas detrás del presidente Bashar al-Ásad. El video provocó una gran indignación en el populacho, pero no engañó a nadie en BestGore, porque sabíamos de dónde era realmente el video. Ha estado en BestGore desde antes de que comenzara la revolución fraudulenta siria y tenemos su versión completa, incluyendo el audio original y sabíamos que era de México. Fue lo mismo cuando BestGore expuso a los rebeldes por la publicación del video de la explosión de una fuga de gas doméstica, que también manipularon para que parecieran secuelas de supuestos bombardeos indiscriminados por parte de los gobernantes. O más recientemente, cuando todo el mundo estaba entusiasmado con la masacre de musulmanes a manos de budistas en Birmania (Myanmar)—la propaganda engañó a todos, excepto a nosotros en BestGore porque reconocimos el video como el de un linchamiento en Kenia, el terremoto en Tíbet y el desastre del tsunami en Tailandia, que se había utilizado en un contexto no relacionado.

## Retroalimentación positiva
Mark Marek dijo que recibiría testimonios positivos de los lectores: informó que las personas que veían el contenido del sitio web a veces los habían convencido de evitar correr riesgos peligrosos en su vida cotidiana, incluido el exceso de velocidad, moverse entre el tráfico en motocicleta, jugar con los montacargas e incluso persuadir a algunos de no suicidarse. Marek ha señalado que el propio gobierno canadiense ha utilizado imágenes impactantes en los paquetes de cigarrillos para desalentar el tabaquismo.